# Dorian Rogozenko
Dorian Rogozenko (ur. 18 sierpnia 1973 w Kiszyniowie) – rumuński szachista i trener szachowy (FIDE Trainer od 2012), po rozpadzie Związku Radzieckiego reprezentujący Mołdawię (do 1998), arcymistrz od 1995 roku.

## Kariera szachowa
W latach 90. XX wieku należał do podstawowych zawodników reprezentacji Mołdawii. W 1992 r. wystąpił na drużynowych mistrzostwach Europy, natomiast pomiędzy 1994 a 1998 rokiem trzykrotnie na szachowych olimpiadach (czwarty olimpijski start zaliczył w 2000 r. w drużynie Rumunii). W 2001 r. awansował do pucharowego turnieju o mistrzostwo świata, ale w I rundzie przegrał z Michaiłem Gurewiczem i odpadł z dalszej rywalizacji.
Sukcesy na arenie międzynarodowej zaczął odnosić na początku lat 90. W 1992 r. zwyciężył (wraz z Władysławem Niewiedniczym) w Bukareszcie, reprezentował również swój kraj na mistrzostwach Europy juniorów do lat 20, rozegranych w Sas van Gent (dzieląc IX miejsce). W 1995 r. podzielił I lokatę (wspólnie z Andrijem Maksymenką) we Lwowie, a w kolejnych latach sukcesy odniósł m.in. w Chemnitz (1997, dz. I m. wspólnie z Karelem van der Weide), Eforie Nord (1998, I m.), Bukareszcie (1998 – I m., 1999 – memoriał Victora Ciocaltei, II m. za Mihailem Marinem), Hamburgu (1997 – dz. I m. wspólnie m.in. z Karenem Movsziszianem, 2000 – dz. I m. wspólnie z Ivanem Farago, Jonny Hectorem, Władimirem Georgijewem, Zigurdsem Lanką i Wasilijem Jemielinem), Stuttgarcie (1998, dz. I m. wspólnie m.in. z Siergiejem Kaliniczewem), Göteborgu (2004, turniej Excelsior Cup, II m. za Leifem Erlendem Johannessenem), Hamburgu (2004 – dz. I m. wspólnie z Eduardasem Rozentalisem i Javierem Moreno Carnero, 2006 – dz. II m. za Michaiłem Saltajewem, wspólnie z Piotrem Bobrasem, Konstantinem Landą i Zigurdsem Lanką), Bukareszcie (2006, dz. I m. wspólnie z Lucianem Filipem i Ciprianem-Costicą Nanu), Wijk aan Zee (2007, II m. za Dimitri Reindermanem) oraz w Hamburgu (2008, dz. I m. wspólnie z Zigurdsem Lanką i Ahmedem Adlym).
Należy do grona współpracowników firmy ChessBase, dla której przygotował wydane na płytach kompaktowych opracowania wariantu smoczego (ECO B70-74 – część I i B75-79 – część II) oraz wariantu Ałapina (B22) w obronie sycylijskiej.
Najwyższy ranking w karierze osiągnął 1 lipca 1999 r., z wynikiem 2576 punktów zajmował wówczas 2. miejsce (za Liviu-Dieterem Nisipeanu) wśród rumuńskich szachistów.